# Gecònids
|  | Aquest article tracta sobre el rèptil. Vegeu-ne altres significats a «Dragó (desambiguació)». |

Els gecònids o gekònids (Gekkonidae) són una família de sauròpsids (rèptils) escatosos que inclou els popular dragons o dragonets tant freqüents a Catalunya.
N'existeixen unes 950 espècies repartides en 51 gèneres, distribuïdes per zones tropicals i subtropicals de tot el món incloent la conca mediterrània al límit nord de distribució. Només se'n troben quatre espècies a Europa.
Són principalment nocturns, tot i que a les regions temperades es poden veure actius durant el dia. Gairebé tots els gecònids són capaços d'emetre sons que poden anar des d'un petit xiscle, en les espècies més petites, a un lladruc estrident. Són grans escaladors, ja que presenten uns coixinets adherents als dits. Aquests coixinets són recoberts per unes estructures microscòpiques semblants a pèls, anomenats setes, que els permeten d'enfilar-se per superfícies llises.

## Espècies autòctones dels Països Catalans
Als Països Catalans trobem dues espècies de gecònids, el dragó comú (Tarentola mauritanica) i el dragó rosat (Hemidactylus turcicus). Es poden diferenciar fàcilment per la mida i la coloració, ja que el dragó comú és més gros i més fosc, a part de ser més fàcil de veure pel fet de ser el més abundant dels dos. Una altra manera de diferenciar-los és mirar el nombre d'urpes que presenten. El dragó comú només presenta urpes al tercer i quart dits de cada peu, mentre que el dragó rosat en presenta a tots els dits.

## Llista de gèneres
- Afroedura Loveridge, 1944
- Afrogecko Bauer, Good & Branch, 1997
- Agamura Blanford, 1874
- Ailuronyx Fitzinger, 1843
- Alsophylax Fitzinger, 1843

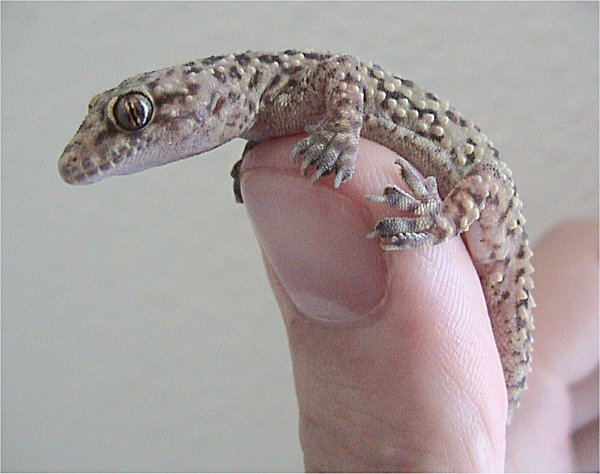
Dragó rosat. Noti's les ungles a tots els dits.

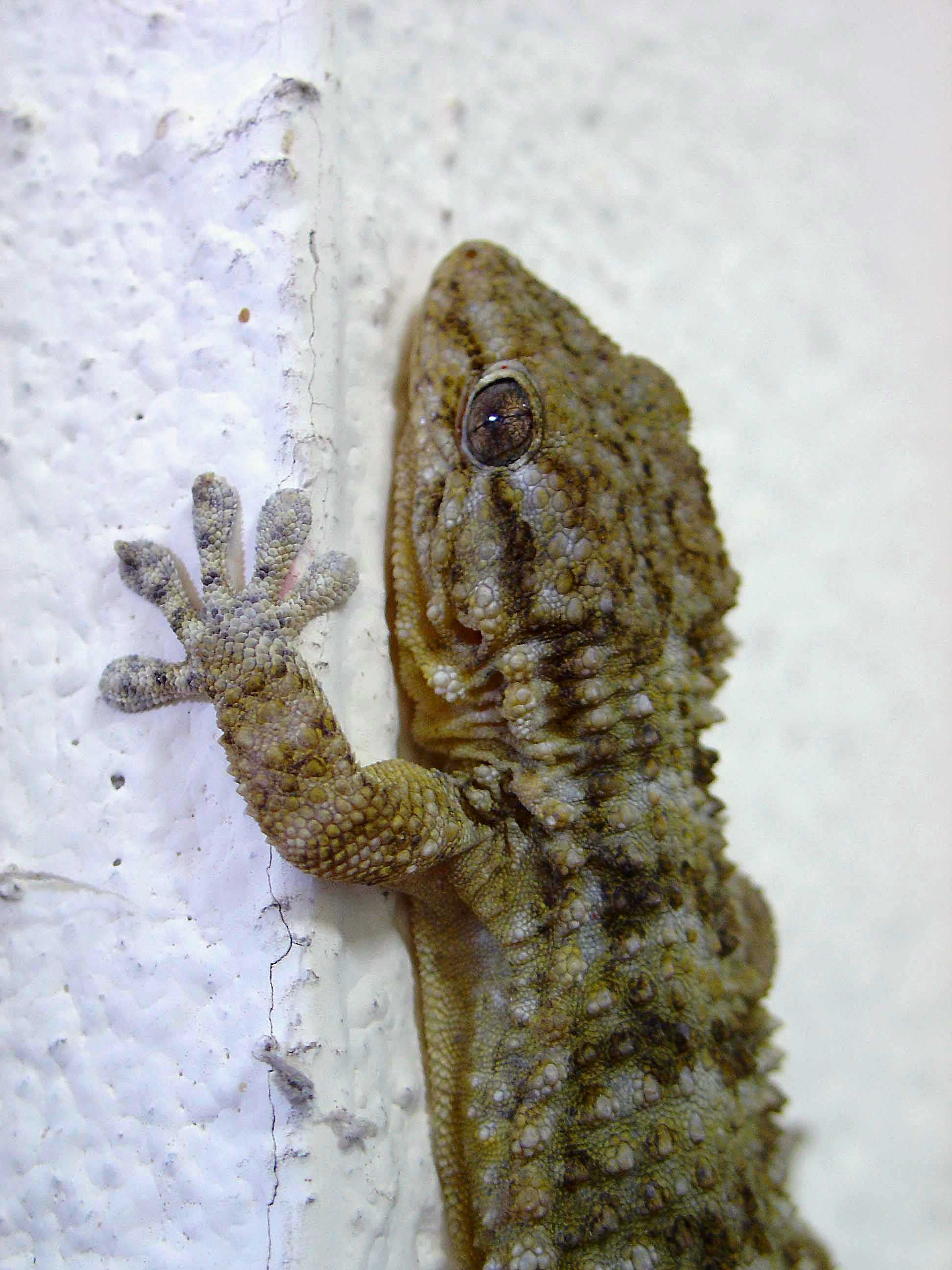
Dragó comú. Clicant sobre la imatge per a ampliar-la es pot observar que té ungles només al tercer i quart dit.

- Altiphylax Yeriomtschenko & Shcherbak, 1984
- Blaesodactylus Boettger, 1893
- Bunopus Blanford, 1874
- Calodactylodes Strand, 1926
- Chondrodactylus Peters, 1870
- Christinus Wells & Wellington, 1984
- Cnemaspis Strauch, 1887
- Colopus Peters, 1869
- Crossobamon Boettger, 1888
- Cryptactites Bauer, Good & Branch, 1997
- Cyrtodactylus Gray, 1827
- Cyrtopodion Fitzinger, 1843
- Dixonius Bauer, Good & Branch, 1997
- Ebenavia Boettger, 1877
- Elasmodactylus Boulenger, 1895
- Geckolepis Grandidier, 1867
- Gehyra Gray, 1834
- Gekko Laurenti, 1768
- Goggia Bauer, Good & Branch, 1997
- Hemidactylus Gray, 1825
- Hemiphyllodactylus Bleeker, 1860
- Heteronotia Wermuth, 1965
- Homopholis Boulenger, 1885
- Lepidodactylus Fitzinger, 1843
- Luperosaurus Gray, 1845
- Lygodactylus Gray, 1864
- Matoatoa Nussbaum, Raxworthy & Pronk, 1998
- Mediodactylus Szczerbak & Golubev, 1977
- Microgecko Nikolski, 1907
- Nactus Kluge, 1983
- Narudasia Methuen & Hewitt, 1914
- Oedura
- Pachydactylus Wiegmann, 1834
- Paragehyra Angel, 1929
- Paroedura Günther, 1879
- Perochirus Boulenger, 1885
- Phelsuma Gray, 1825
- Pseudoceramodactylus Haas, 1957
- Pseudogekko Taylor, 1922
- Ptenopus Gray, 1866
- Ptychozoon Kuhl & van Hasselt, 1822
- Rhoptropus Peters, 1869
- Stenodactylus Fitzinger, 1826
- Tenuidactylus Shcherbak & Golubev, 1984
- Tropiocolotes Peters, 1880
- Urocotyledon Kluge, 1983
- Uroplatus Dumeril, 1806